# Lamelparket
Lamelparket is parket dat bestaat uit planken opgebouwd uit verschillende lagen. De bovenste laag, oftewel toplaag, bestaat uit hardhout. De onderlaag bestaat uit multiplex, meestal 10-16 mm dik en bij voorkeur beuken of hardhout. 
In een fabriek worden de twee lagen met lijm samengeperst. Afwerking van de planken kan door middel van olie of lak. Doordat de plank is opgebouwd uit verschillende lagen, is de werkingskans tot een minimum beperkt, waardoor lamelparket onder meer uitstekend geschikt is om zwevend te leggen en wordt aanbevolen in nieuwbouwwoningen. De lamelparketvloerdelen hebben aan vier zijden een messing en groef.

## Materiaal en specificaties
- Multiplex: Standaard 14,5 mm. Bij voorkeur watervast (WBP) verlijmd. Beuken of hardhout.
- Hout: Minimum 3,6 mm.
- Lijm: D4-lijm, tenzij anders vermeld. D4 heeft qua vloeren de hoogste standaard.

## Afwerking
Meestal zijn alle vloeren onafgewerkt en geschuurd met grit 120. De vloer kan gecontroleerd en gepolijst worden voor het afwerken. De vloer kan afgewerkt worden met olie of lak.

## Onderdelen
Installatie van een lamelparketvloer kan in een aantal fasen onderverdeeld worden.
1. Installatie ondervloer: De ondervloer bepaalt de kwaliteit van een lamelparketvloer alsmede de herstelmogelijkheid in het geval er iets fout gaat.
2. Plaatsing van de lamelparketvloerdelen: Hout moet acclimatiseren, waardoor het in de lengte iets uit het lood kan lopen. Bij de installatie van lamelparket dient een kleine kier van 1 tot 2 mm her en der geaccepteerd te worden. Deze wordt afgedekt met een plint. Een vaste installatie kent minder kieren dan een zwevende installatie, doordat bij een vaste installatie de vloerdelen netjes kunnen worden opgespannen en direct worden vastgezet.
3. Voorbereiding tot de afwerking: Na de plaatsing moet de lamelparketvloer aan de kopzijde worden nagelopen op grote verschillen. Deze verschillen kunnen door schuren worden geminimaliseerd. Knoesten kunnen worden afgevuld en plinten geplaatst, waarna de vloer kan worden gepolijst en gestofzuigd. De vloer is klaar voor de afwerking.
4. De afwerking: De afwerking kan gedaan worden met lak of olie.

## Installeren
Zwevend leggenHierbij blijft de dikte van de gehele vloer beperkt en het is een goedkopere techniek. Een nadeel is dat de zwevende vloer gevoelig is voor werking, wat kieren en trilling kan veroorzaken.
Lamelparket vastgelegd op zwevende platenDe lamelparketvloerdelen worden blind vernageld op 10mm-platen, waardoor ieder vloerdeel afzonderlijk wordt vastgezet. Hierdoor is er minder kans op kieren en opspelende planken. De vloer bouwt op deze manier weerstand op, waardoor vervorming wordt gereduceerd. De dikte van de vloer is circa 32 mm. Door de platen zwevend te leggen, wordt contactgeluid met de onderliggende vloer voorkomen.
Op rachelsDe rachel wordt met betonlijm vastgezet op de beton- of plavuizenvloer. De vloerdelen worden blind vernageld op de houten rachels, waardoor ieder vloerdeel afzonderlijk wordt vastgezet. Met deze techniek is er minder kans op kieren en opspelende planken. De vloer bouwt middels deze techniek weerstand op, waardoor vervorming wordt gereduceerd. De vloer is gemiddeld circa 35 mm dik.
Op verlijmde platen10mm-platen worden met betonlijm vastgezet op de draagvloer. De lamelparketvloerdelen worden blind vernageld en verlijmd op de houten platen, waardoor ieder vloerdeel afzonderlijk wordt vastgezet. Hierdoor wordt de hoogste weerstand gecreëerd en de houten vloer zal daardoor volledig worden gedragen, waardoor vervorming wordt gereduceerd. De vloerdikte is circa 30 mm dik. Een nadeel is dat volledig gelijmde vloeren nagenoeg niet te herstellen zijn.

## Luchtvochtigheid
Lamelparket kan net zoals massief hout gewoon werken. In de praktijk komt dat neer op een verhouding van ongeveer 1:10, als de toplaag vocht verliest of vocht toegediend krijgt. Omdat de onderlaag van het lamelparket watervast verlijmd multiplex is, zullen de delen nauwelijks gevoelig zijn voor vocht. Bij een hogere luchtvochtigheid, 70 tot 80%, zouden er geen problemen moeten zijn.
De normale conditie is 45-65%. Een hogere luchtvochtigheid zal leiden tot een hogere resistentie van het materiaal en moet daarom vermeden worden. Een luchtvochtigheid beneden 45% en vooral een snelle daling van luchtvochtigheid moet te allen tijde vermeden worden, omdat dit kleine zichtbare en onzichtbare scheuren kan veroorzaken. Scheuren kunnen gerepareerd worden met vloeibaar hout.
De lamelvloerdelen dienen 1 tot 2 weken in de ruimte te acclimatiseren waarin ze uiteindelijk geplaatst gaan worden. In perioden van vorst kan de buitenluchtvochtigheid een dieptepunt bereiken van 25%. Een luchtbevochtiger kan de luchtvochtigheid reguleren rond een minimum van 45%.